# Нарова (требака)
«Нарова» — требака, а затем люгер Балтийского флота Российской империи, использовавшийся в 1835—1838 годах в качестве гидрографического судна в Финском заливе, а с 1840 года — в качестве плавучего маяка в Санкт-Петербурге.

## Описание судна
Одна из двух парусных требак одноимённого типа.  Длина судна между перпендикулярами составляла 18,5 метра, ширина без обшивки — 6,6 метра, а осадка 2,4 метра. Вооружение судна в разное время составляли от 4-х до 8-ми орудий. В 1833 году требака была переделана в люгер, сохранив основные размеры и наименование.
Наименование судна Нарова связано с историческим названием реки Нарвы.

## История службы
Требака «Нарова» была заложена на верфи «Новая Голландия» в Санкт-Петербурге 1 (13) февраля 1830 года и после спуска на воду 31 июля (12 августа) 1830 года вошла в состав Балтийского флота России. Строительство вёл корабельный мастер подполковник К. А. Глазырин. Для строительства судна впервые были привлечены учреждённые на «Новой Голландии» крепостные арестантские роты, сформированные частично из представителей арестантских рот инженерного ведомства, но по большей части из заключённых «гражданских тюрем и острогов» Санкт-Петербургской, Новгородской, Тверской, Псковской, Эстляндской и Олонецкой губерний, имеющих навыки плотницкой, кузнечной, малярной, фонарной, котельной, брантспойтной и конопатной работ.
В 1832 году выходила в практические плавания между Санкт-Петербургом и Кронштадтом, а также в Финский залив с кадетами Морского корпуса на борту. В 1833 году судно было переоборудовано в люгер.
В 1833 и 1834 года люгер выходил в практические плавания по Невской губе с кадетами Морского корпуса. 30 августа (11 сентября) 1834 года находился на Неве и принимал участие в церемонии открытия памятника Александру I.
В 1835 году люгер вошёл в состав отряда судов под командованием капитан-лейтенанта М. Ф. Рейнеке, проводившего гидрографические работы в Финском заливе. Совместно с ботом № 28 проводил съёмку и промеры залива от Бьёркезунда до Выборга. В следующем 1836 году в составе отряда люгер был заменён на бот № 3, однако в 1838 году вновь привлекался для выполнения гидрографических работ.
В 1840, 1843 и 1844 годах эксплуатировался в качестве плавучего маяка на Елагинском фарватере Санкт-Петербурга.
В 1845 году люгер «Нарова» был разобран.

## Командиры судна
Командиром требаки «Нарова» в 1832 году служил лейтенант М. Е. Шпицберг, командирами одноимённого люгера в разное время служили:
- лейтенант А. Е. Риман (1833—1834 годы)[17];
- лейтенант Д. И. Черницкий (1835 год)[18];
- Меньшой (1838 год)[комм. 6];
- Захаров (1840 и 1843 годы)[комм. 6];
- Мещанкин (1844 год)[комм. 6].